# Hauptstrasse 407
Die Hauptstrasse 407 (italienisch Strada principale 407; abschnittsweise auch Via Vallemaggia, Via Valmaggina und la Cantonál genannt) ist eine Hauptstrasse im Kanton Tessin in der Schweiz. Sie wird im kantonalen Strassensystem als Kantonsstrasse P407 bezeichnet und verbindet das obere Maggiatal mit der Agglomeration von Locarno und Ascona. Die letzte Teilstrecke wird auch als Hauptstrasse 407.2 geführt, zu der noch die Strasse im östlichen Centovalli gehört.
Die Strasse dient der Buslinie 315 der FART Locarno-Bignasco-Cavergno und wird von der regionalen Veloroute «Percorso Valle Maggia» begleitet.

## Verlauf

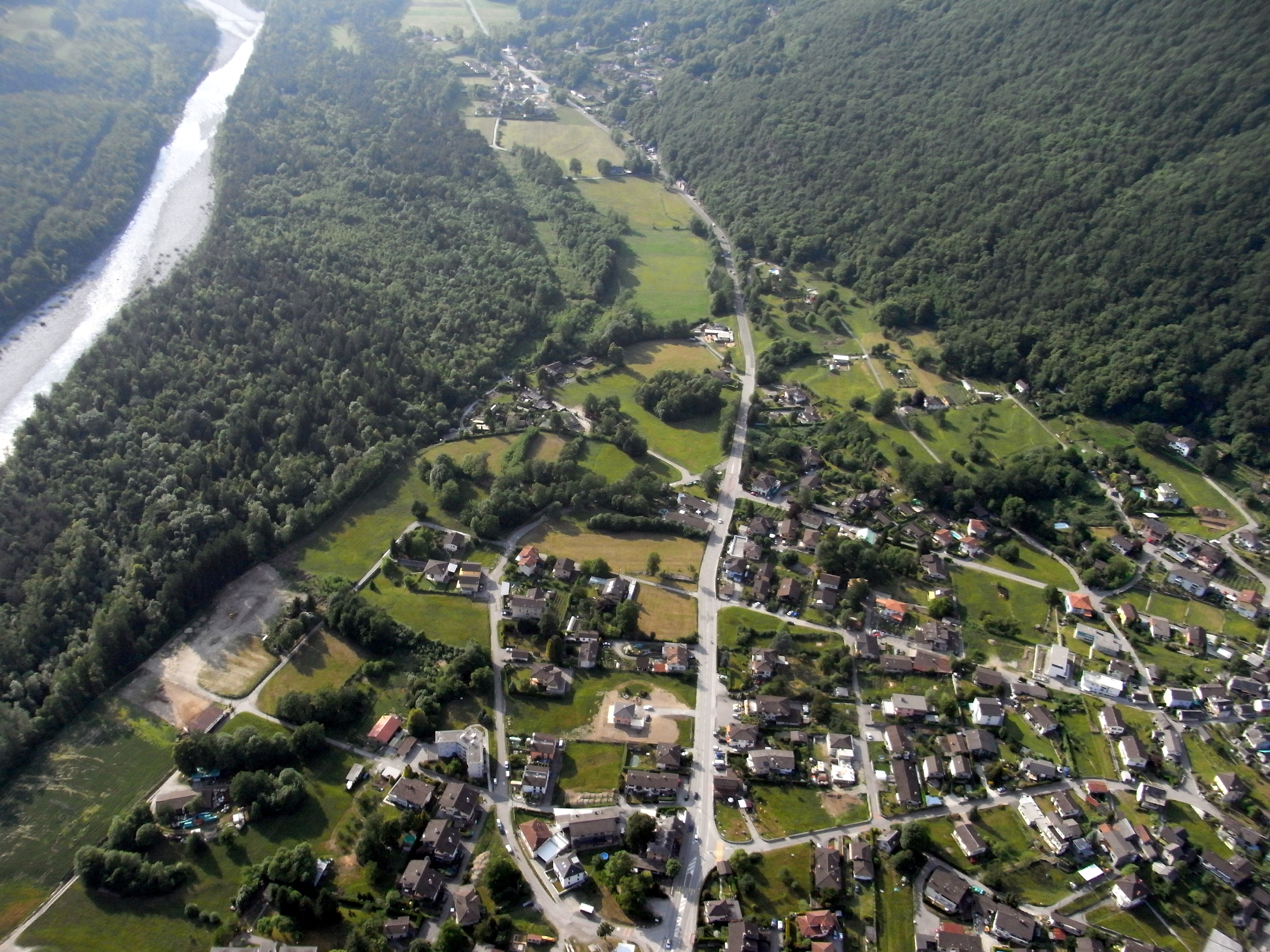
Die Strasse in Gordevio

Die Strasse beginnt in Bignasco, wo sie bei der Pfarrkirche San Michele südlich von Cavergno den Fluss Bavona nahe bei dessen Mündung in die Maggia auf der Höhe von 441 m überquert. Die weiter in das obere Maggiatal hinauf führenden Strecken sind andere Kantonsstrassen, die nicht zur Route der Schweizer Hauptstrasse 407 gerechnet werden.
Die Hauptstrasse verläuft zunächst 3,5 km weit auf der rechten Seite, also westlich der Maggia. Eine Strassenbrücke verbindet beim Gelände des ehemaligen Endbahnhofs der 1965 stillgelegten Maggiatalbahn die Hauptstrasse mit der Ortschaft Bignasco links der Maggia. Die Hauptstrasse führt den Durchgangsverkehr entlang dem früheren Bahntrassee östlich am Dorf Cevio vorbei; die schmale Strasse Via Strada Vecchia verläuft mitten durch die alte Siedlung.
Südöstlich von Cevio überquert die Strasse das breite Flussbett der Maggia auf der dreiteiligen, um 1830 errichteten Brücke von Visletto (413 m). Ein extremes Hochwasser der Maggia am 30. Juni 2024 zerstörte wegen der Auskolkung des Flussbetts beim östlichen Pfeiler zwei Bögen der alten Bogenbrücke und unterbrach die Strassenverbindung in das obere Maggiatal. Das Katastrophenhilfe-Bereitschaftsbataillon der Schweizer Armee baute im Juli 2024 daneben eine Mabey-Brücke über die Maggia als provisorischen Ersatz für die Strassenverbindung nach Cevio. Der Kanton Tessin liess danach die Zufahrten zur Hilfsbrücke fertigstellen und gab die Umfahrungsstrasse am 26. Juli für den Verkehr mit Fahrzeugen bis 32 Tonnen Gewicht frei.
Etwas unterhalb der schmalen Strassenbrücke steht eine 1965 ausser Dienst gestellte Eisenbahnbrücke, die 2022 für den Langsamverkehr eingerichtet wurde und im Juli 2024 als provisorischer Übergang über die Maggia diente, bevor die Militärbrücke fertiggestellt war.

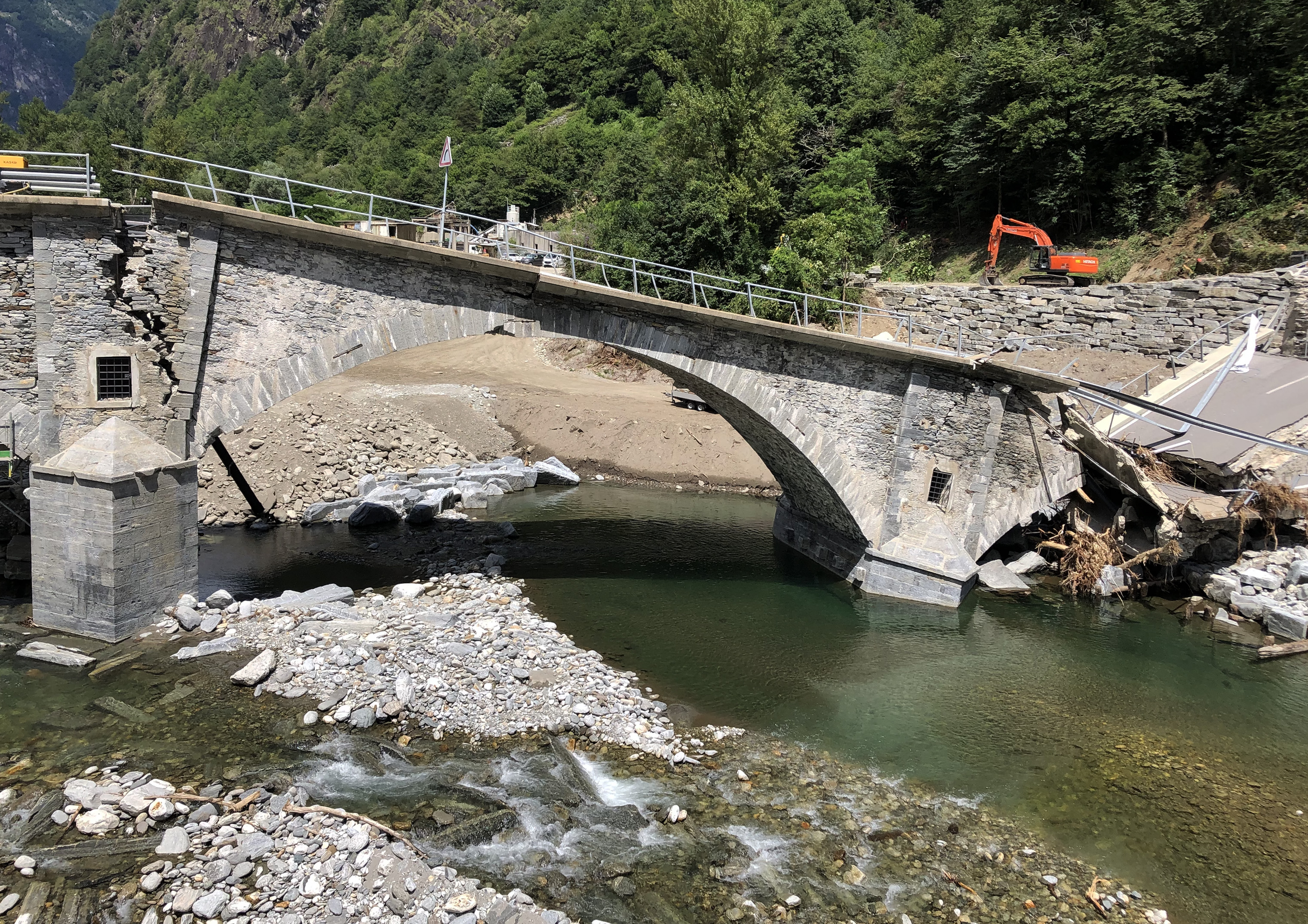
Am 30. Juni 2024 teilweise zerstörte Maggiabrücke von Visletto
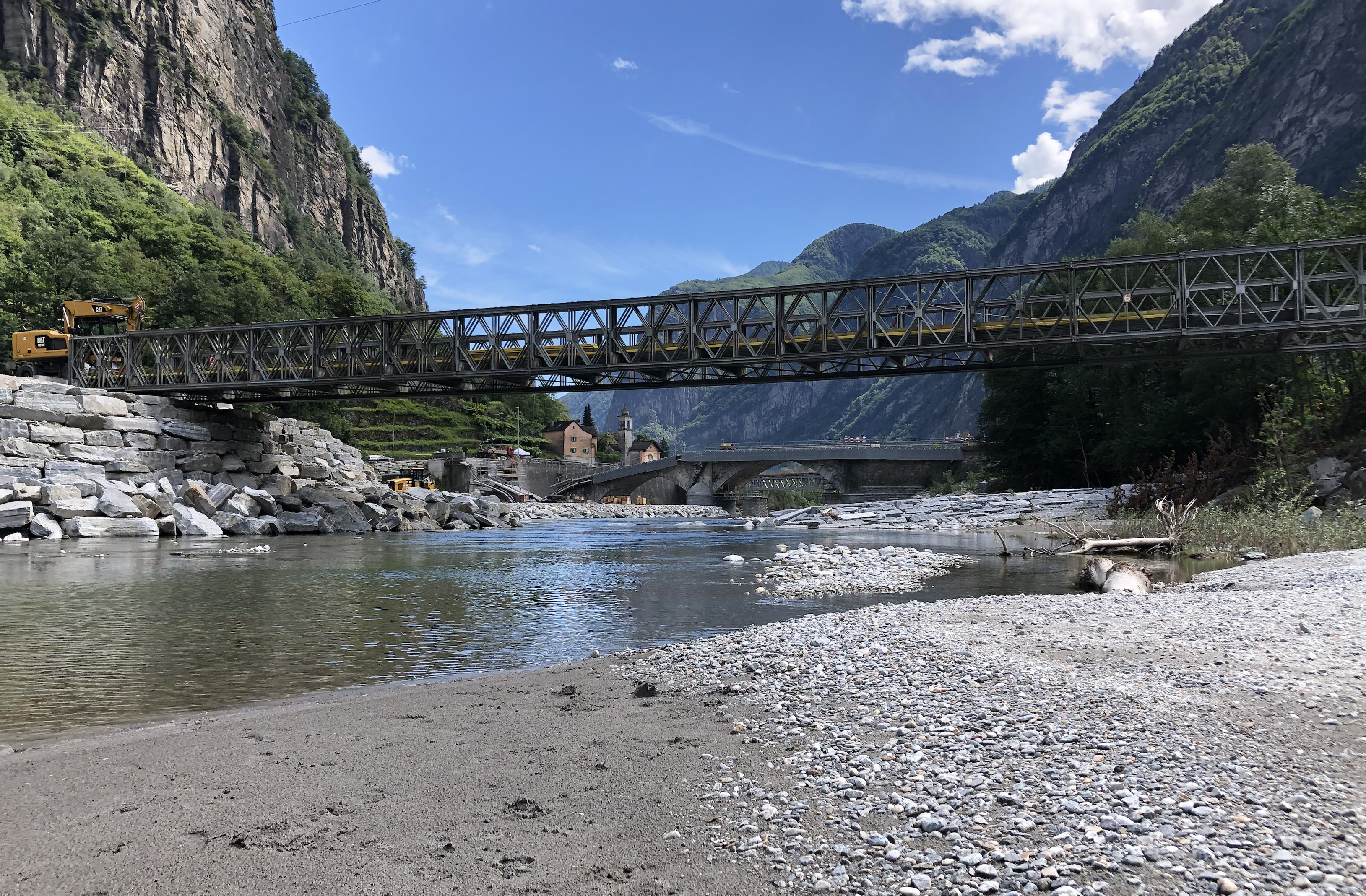
Hilfsbrücke der Armee
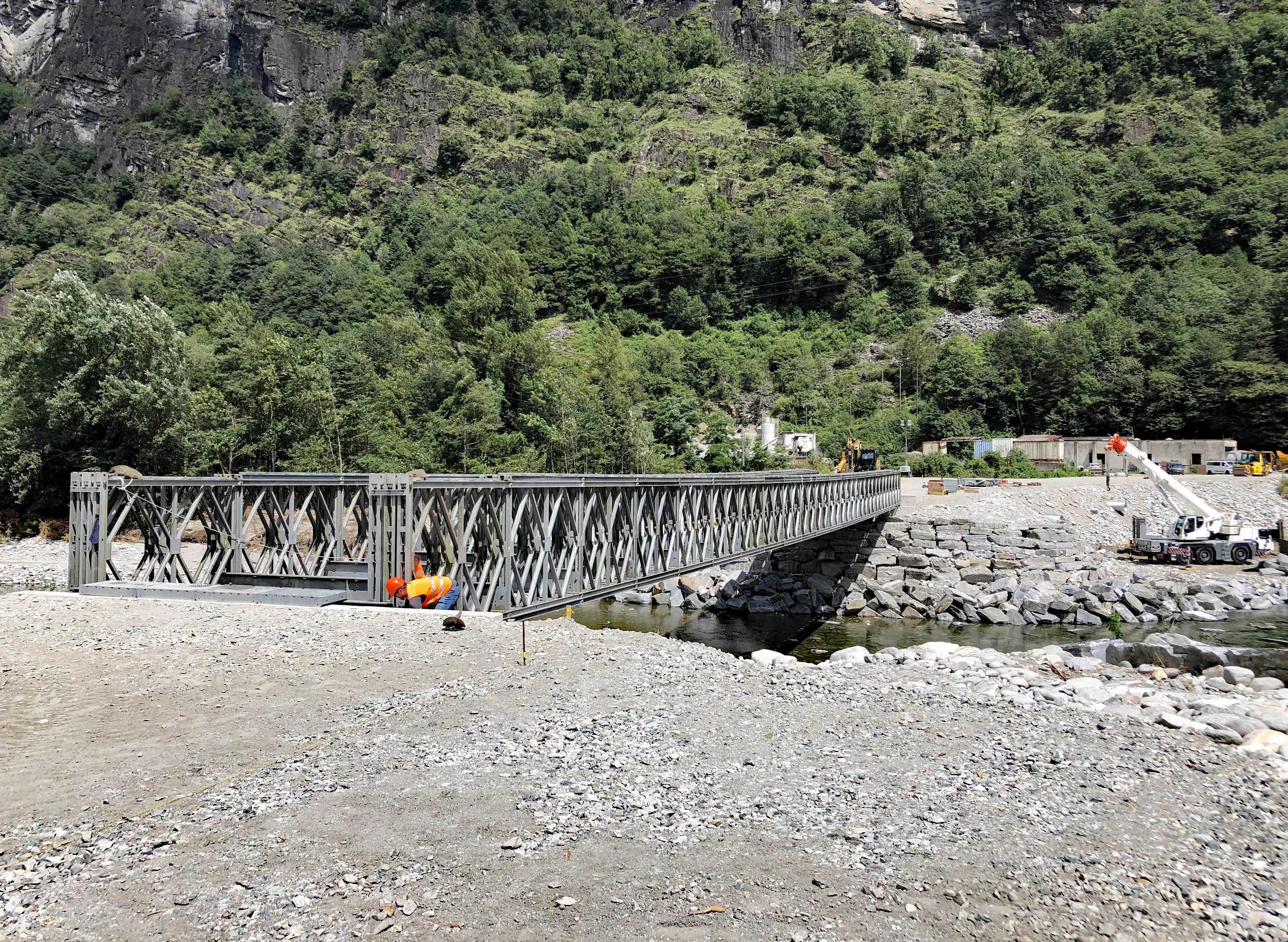
Hilfsbrücke nach dem Einbau (22. Juli 2024)

Der Flussübergang von Visletto liegt knapp oberhalb der Mündung des grossen Wildbachs Rovana in die Maggia, so dass die beiden Verkehrswege nicht auch noch dieses Gewässer überschreiten müssen. Vom Dorf Visletto aus liegt das Trassee der Hauptstrasse 407 bis nach Locarno stets auf der linken Seite der Maggia.
Von Cevio bis nach Maggia bildet die Strasse auf einigen Abschnitten die Grenze des Auenschutzgebiets Maggia, das zugleich ein Landschaftsschutzgebiet im internationalen Smaragd-Netzwerk gemäss dem Übereinkommen über die Erhaltung der europäischen wildlebenden Pflanzen und Tiere und ihrer natürlichen Lebensräume (Berner Konvention) ist. Bei Maggia erstreckt sich auf dem Talboden neben der Strasse ein Feuchtgebiet mit einem Naturreservat, das als national bedeutendes Amphibienlaichgebiet gilt.
Die Strasse führt im unteren Maggiatal durch mehrere Ortschaften und umfährt die meisten Ortszentren mit den engen Dorfstrassen auf einer neuen Umfahrungsroute, die an manchen Stellen dem Trassee der ehemaligen Maggiatalbahn entspricht. Sie passiert auf diese Weise die Dörfer Riveo, Someo, Giumaglio, Coglio, Maggia, Ronchini, Gordevio und Avegno. Auf einer längeren Strecke blieb die alte, schmale Talstrasse, die auch al Stradon da Glümai und al Stradon da Coi genannt wird, neben der neuen Durchgangsstrasse erhalten und dient nun dem Lokal- und dem Langsamverkehr. Flussbrücken über die Maggia verbinden die Dörfer auf der westlichen Talseite mit der Hauptstrasse.
Die Strasse überwindet so wie auch schon die alte Talstrasse zahlreiche natürliche Verkehrshindernisse mit Kunstbauten. Neben den grossen Flussbrücken bei Bignasco über die Bavona und bei Visletto über die Maggia überquert die Hauptstrasse viele Wildbäche, die von den hohen Bergen und aus Seitentälern zur Maggia hinunterfliessen. Aus den Tälern und Schluchten ergiessen sich nach Unwettern manchmal starke Murgänge in das Tal, die im Laufe der Jahrtausende am Rand des Talbodens grosse Schuttkegel aufgehäuft haben. Am 25. September 1924 trafen starke Murgänge, einer davon am Wildbach Ri Grand, einen Dorfteil von Someo, verschütteten die Kantonsstrasse und zerstörten die Brücke über den Bach und das Bahntrassee. Beim Ausbau der Kantonsstrasse im späten 20. Jahrhundert wurden Brücken mit einer grossen lichten Weite über die Bachgräben errichtet.
In der Schlucht zwischen Gordevio und Avegno führt die Hauptstrasse durch den Torbeccio-Tunnel, der durch die Erweiterung des älteren Sass-Pietsch-Bahntunnels gebildet wurde. Die alte Talstrasse verlief an dieser Stelle ohne Tunnel am Ufer der Maggia unter dem steilen Berghang; dieser Weg dient heute als Radroute.
Auf dem Felssporn bei der Siedlung Ponte Brolla zweigt von der Maggiatalstrasse die Hauptstrasse 407.2 ab, die auf einer Brücke die tiefe, enge Schlucht der Maggia überquert und vier Kilometer weit gegen Westen nach Intragna verläuft. Dort erreicht sie die Hauptstrasse 560, die das Tessin durch das Centovalli mit Domodossola verbindet. Bei Ponte Brolla überquert die Centovallibahn die Hauptstrasse 407, überquert neben der Strasse 407.2 die Maggiaschlucht und folgt der Strasse durch das Centovalli. Die von der Hauptstrasse durchquerte Umgebung von Ponte Brolla mit der Schlucht der Maggia, den Auen bei der Melezzamündung und den Berghängen neben den Tälern ist als Landschaftsschutzgebiet «IFP 1806 Ponte Brolla – Arcegno» im Bundesinventar der Landschaften und Naturdenkmäler von nationaler Bedeutung ausgewiesen.
Von Ponte Brolla aus verläuft die Hauptstrasse 407 am steilen Berghang 2,5 Kilometer gegen Südosten nach Solduno, einer Fraktion der Stadt Locarno (222 m). Von Solduno aus führen Abzweigungen einerseits in das Stadtzentrum von Locarno und andererseits über die Maggia nach Ascona; an beiden Stellen liegen Anschlüsse an die Hauptstrasse 13, die gegen Osten nach Bellinzona und über den San Bernardino und gegen Westen nach Brissago und bis zur Landesgrenze mit Italien führt.

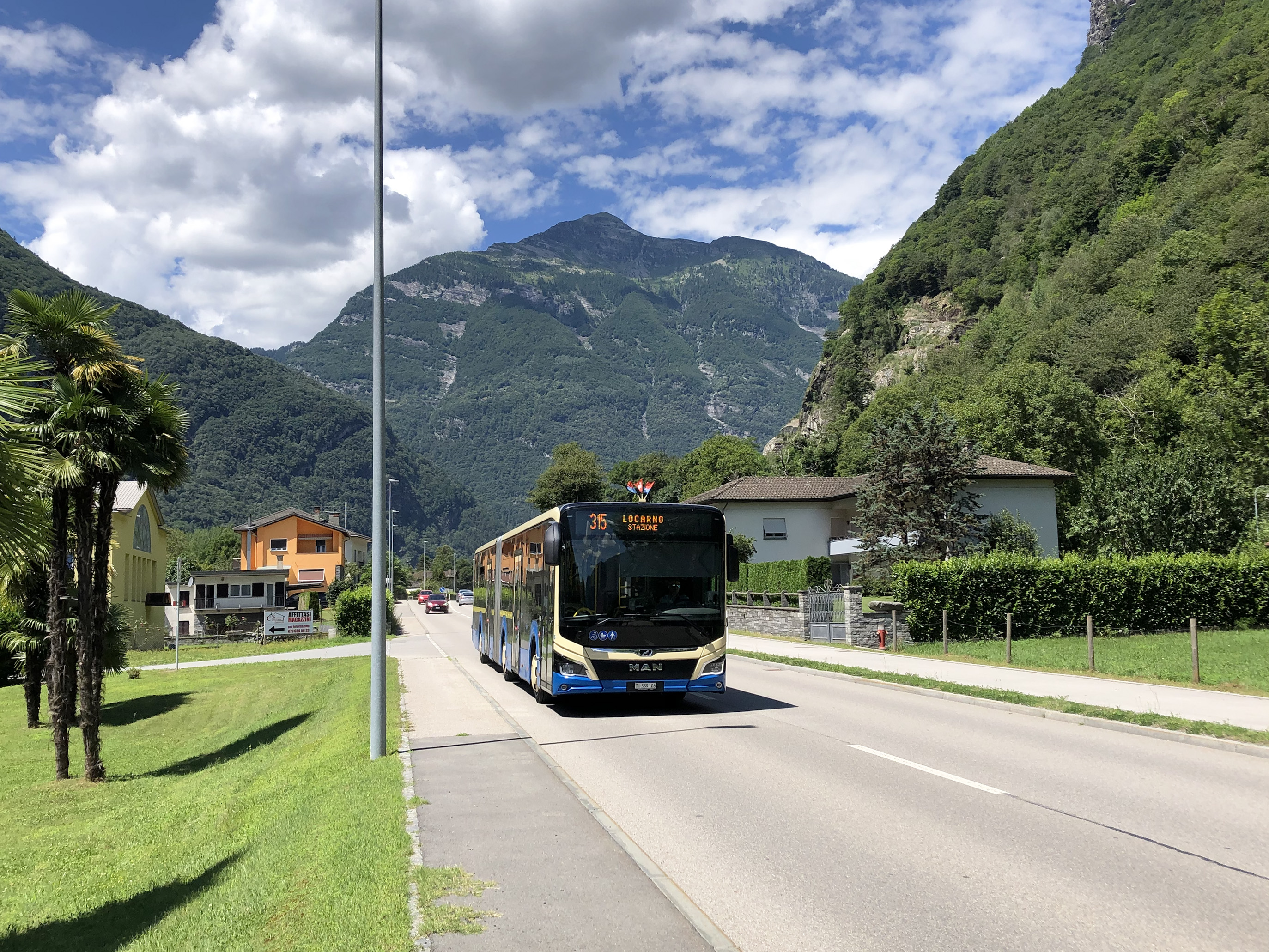
FART-Bus in Riveo
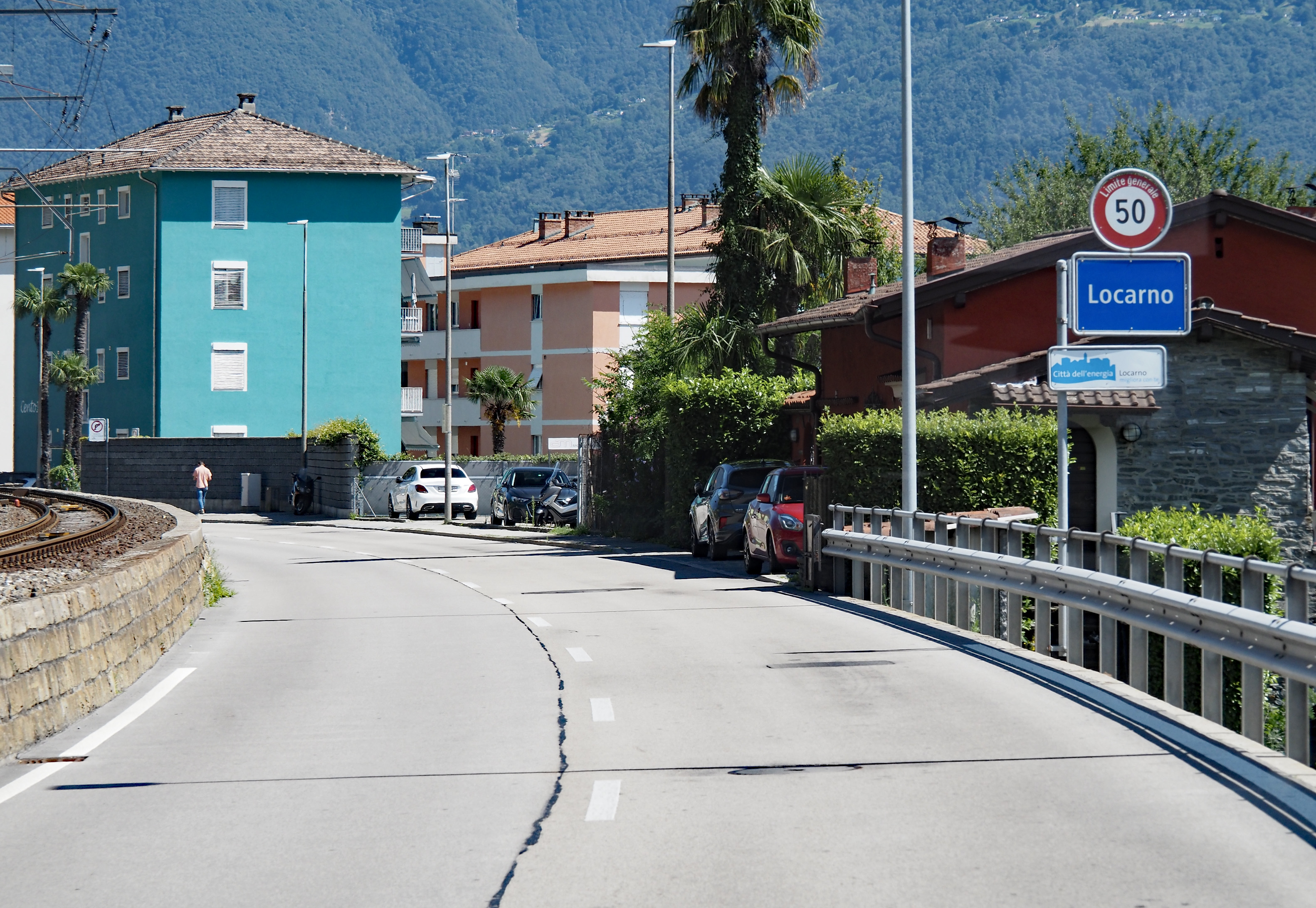
Hauptstrasse und Centovallibahn am Stadteingang von Locarno

## Radroute
Entlang der Hauptstrasse führt der Hauptteil der für den Tourismus ebenfalls sehr bedeutenden Veloroute «Percorso Valle Maggia», eine regionale Route im Radwegnetz von SchweizMobil. Der Radwanderweg beginnt in Bellinzona und führt über Locarno durch das Maggiatal bis nach Cavergno. Die Strecke zählt zu den landschaftlich attraktivsten Velorouten des Tessins. Wegen des hohen Verkehrsaufkommens auf der Strasse baute der Kanton seit den 2000er Jahren einen weitgehend von der Fahrbahn für Motorfahrzeuge getrennten Radweg. Das Vorhaben gehört zum kantonalen Infrastrukturprogramm «Rete ciclabile regionale» (deutsch «Regionales Radwegnetz») und wurde 2016 mit der Auszeichnung «Prix Velo» in der Kategorie Infrastruktur prämiert.
Von Locarno bis Ponte Brolla stand für einen separaten Radstreifen neben der Strasse am Berghang kein Platz zur Verfügung, weshalb die Radroute durch die Auenlandschaft neben der Maggia und der Melezza führt. Nördlich von Ponte Brolla wurde die ehemalige Eisenbahnbrücke östlich von Tegna als Veloübergang über die Maggia wieder instandgestellt. Im weiteren Verlauf dienen teilweise ebenfalls das Trassee der ehemaligen Bahnlinie «Valmaggina» und teilweise die alten Abschnitte der früheren Talstrasse als Veloroute. Auf manchen Abschnitten wurden neue Radspuren und an topographisch schwierigen Stellen Radwegbrücken gebaut. Bei Ronchini verläuft die Radroute durch den Auwald neben der Maggia. Der zweite Bahntunnel bei Riveo und die ehemalige Bahnbrücke von Visletto sind für den Verlauf der Veloroute ausgebaut worden. Zwischen Cevio und Bignasco verlässt der Veloweg die Hauptstrasse 407 und überquert die Maggia, und nördlich von Bignasco benützt er die historische Bogenbrücke über den Fluss nach Cavergno.
2023 beschloss die Kantonsregierung die Ausführung des letzten noch fehlenden Abschnitts des Radwegs zwischen Someo und Riveo, wo der Langsamverkehr bisher noch die Hauptstrasse benützen musste; auch dieser Teil des Radwegs kommt auf das alte Bahntrassee zu liegen.

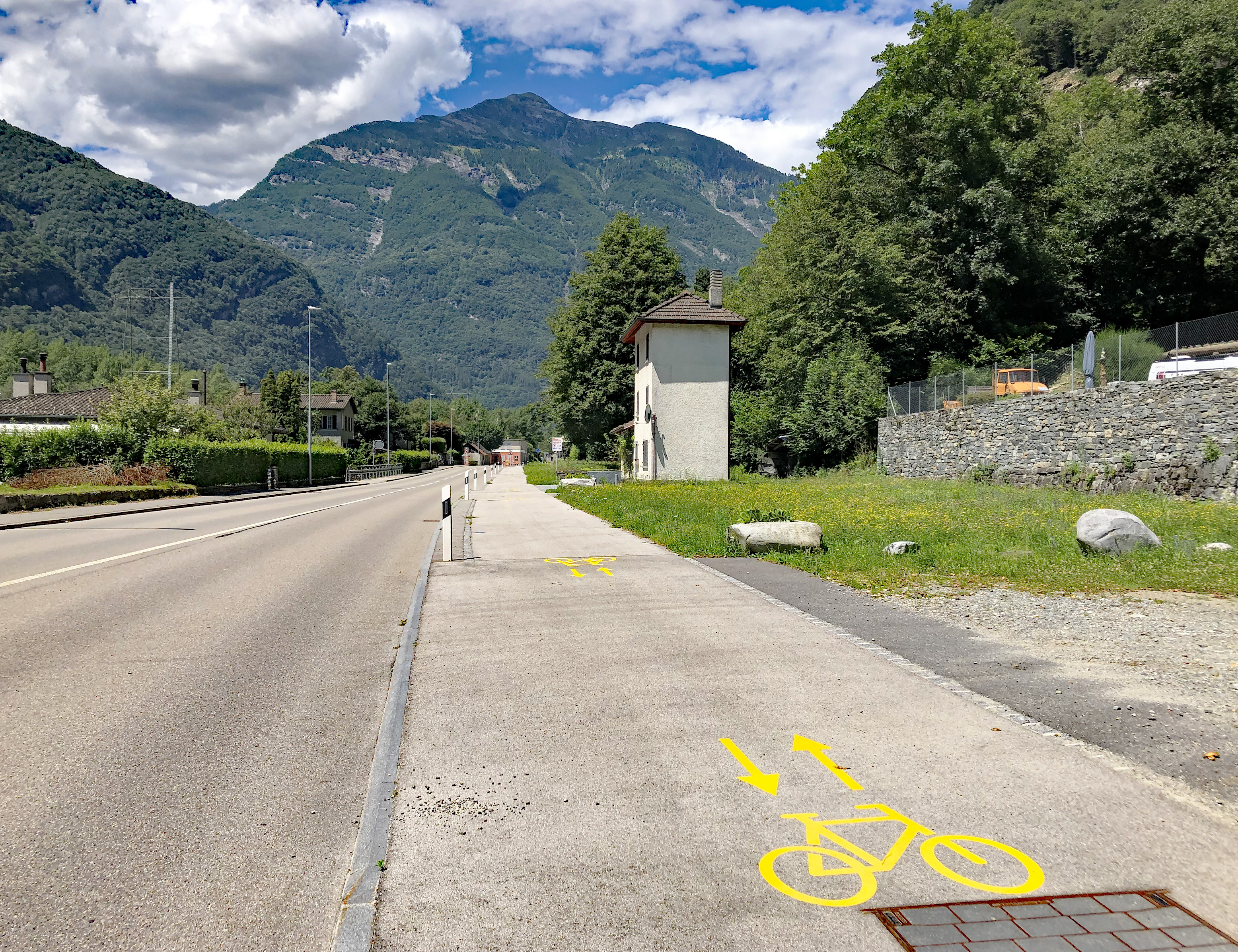
Veloweg neben der Strasse beim ehemaligen Bahnhof von Riveo
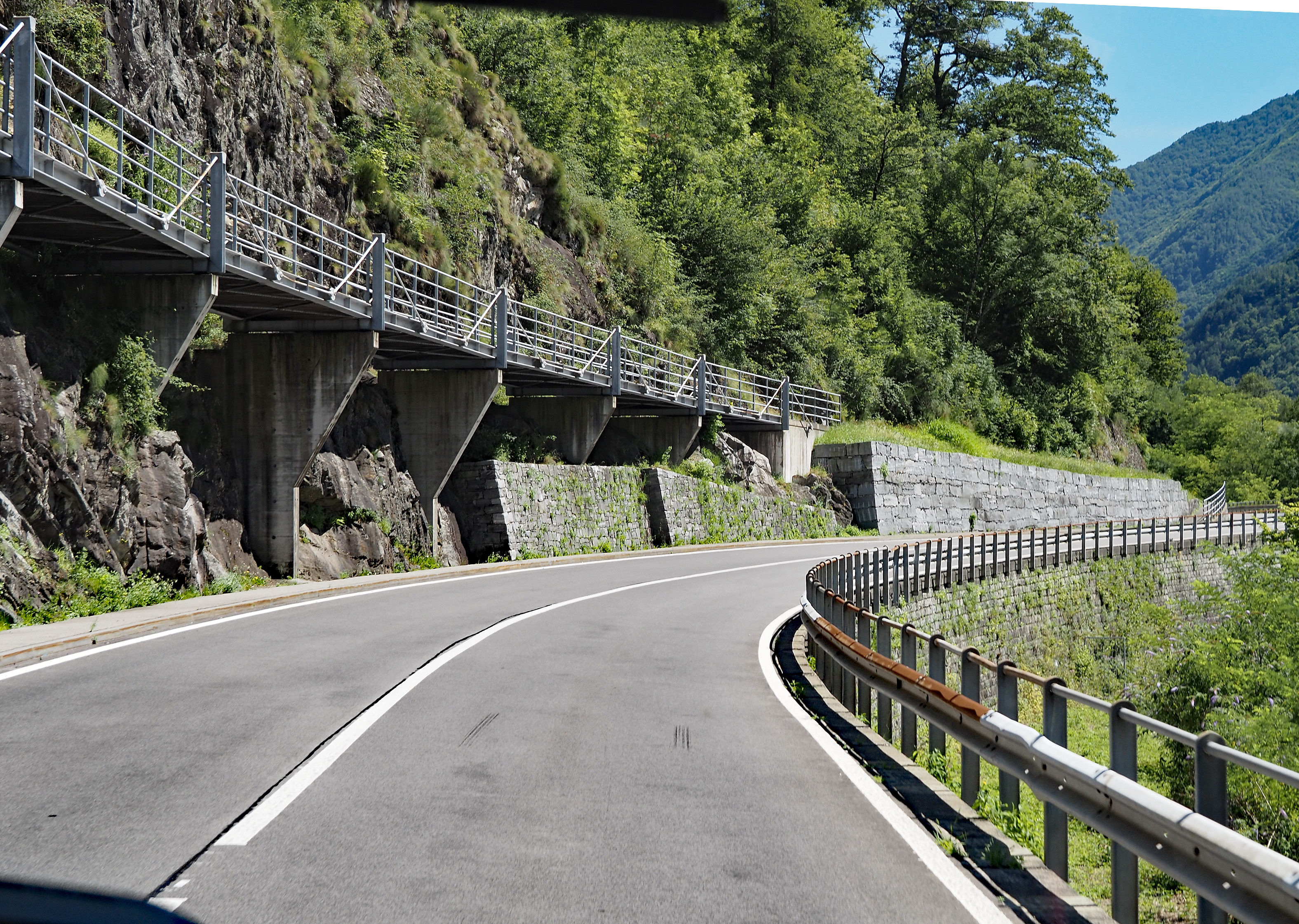
Velowegbrücke über der Hauptstrasse
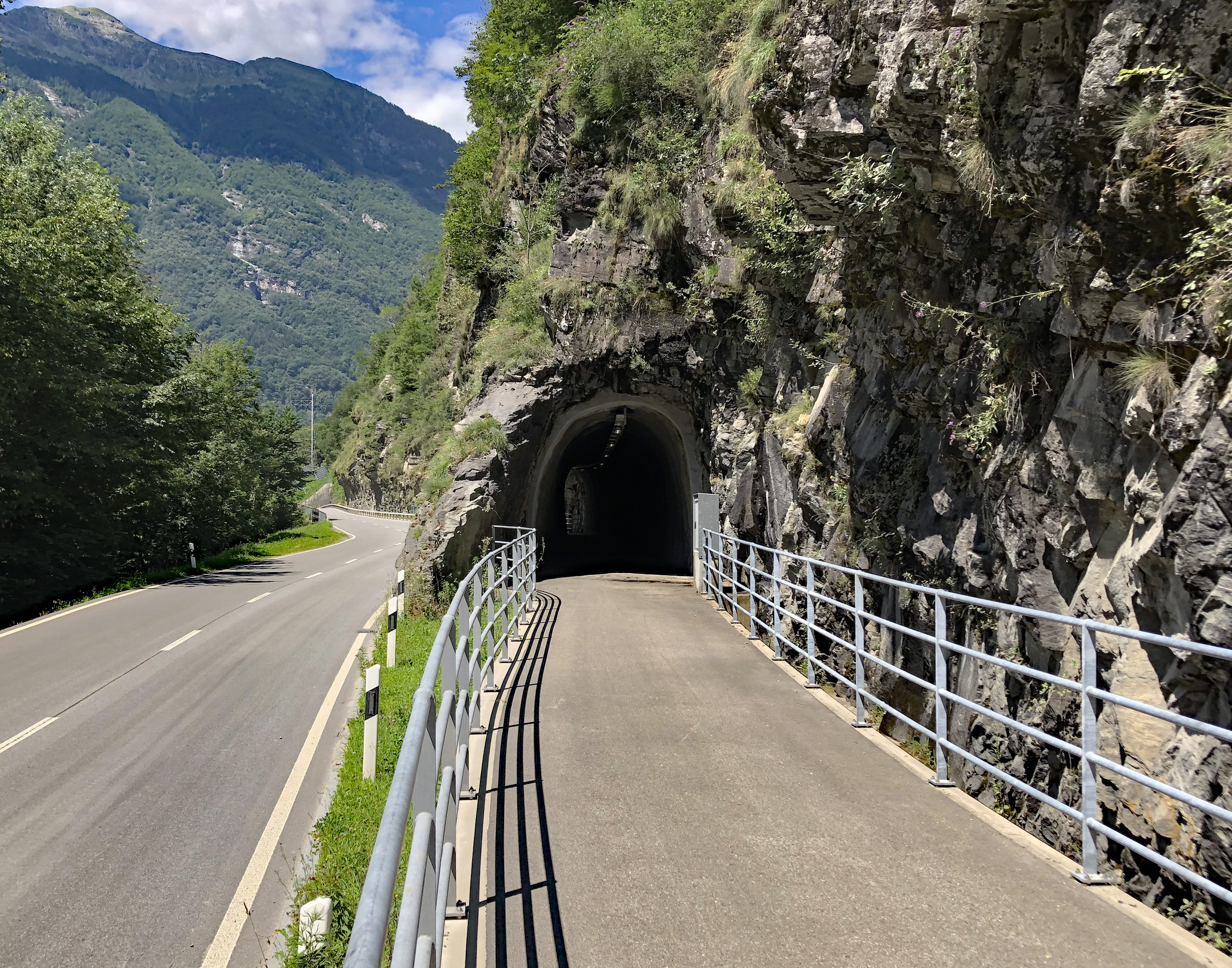
Vislettotunnel ausgebaut für den Veloweg
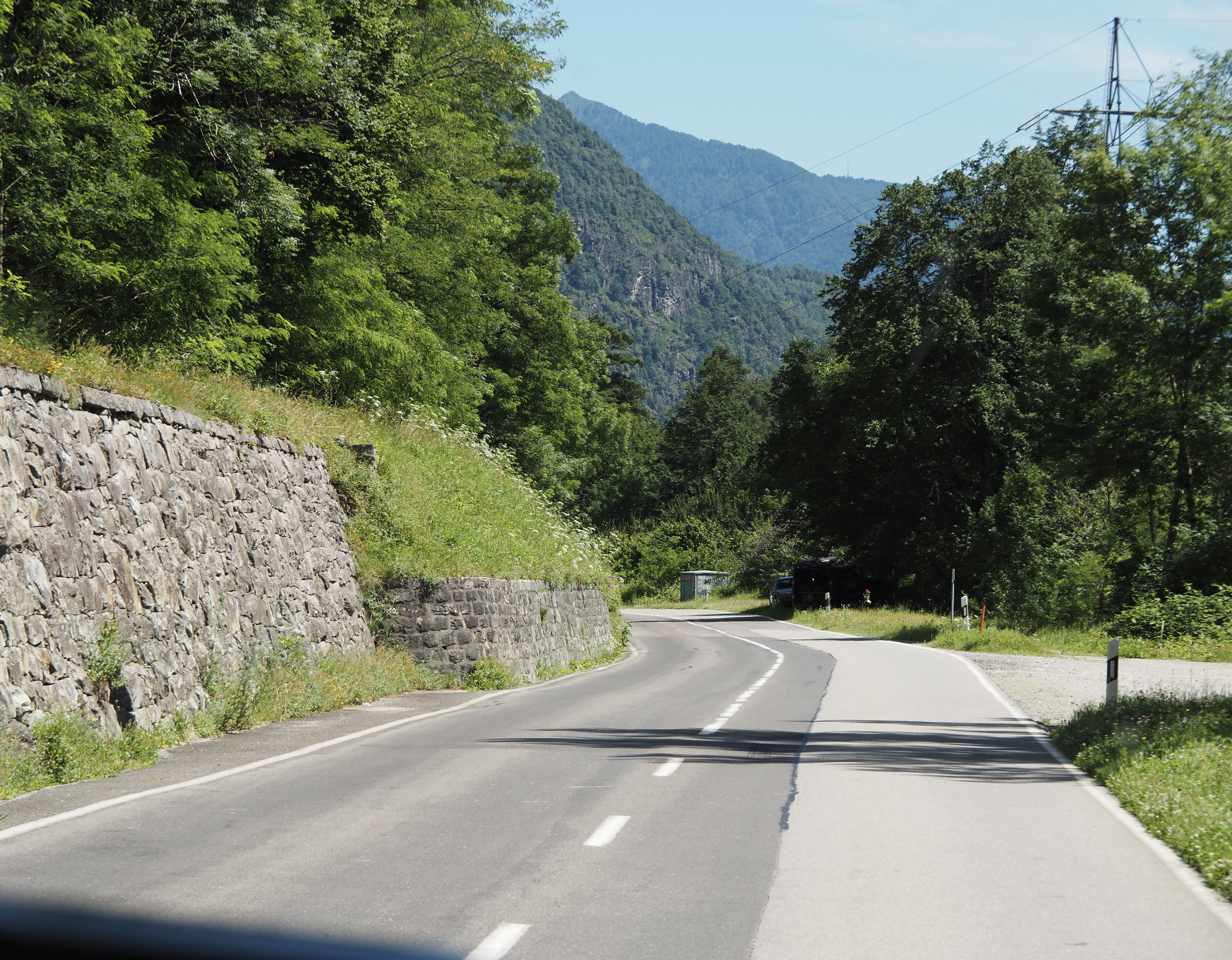
Hauptstrasse bei Someo vor dem Ausbau des Velowegs